# Alegações
Alegações (em latim: Allegationes) é um pequeno escrito de Francisco Eiximenis em latim datado entre 1398 e 1408 e escrito em Valência. O erudito Albert Hauf transcreveu e editou este opúsculo em 1986.

## Origem
Entre 1398 e 1408 houve na cidade de Valência uma disputa entre a jurisdição civil e eclesiástica. A origem da disputa em concreto foi sobre o foro dos clérigos. A Justiça do Reino de Valência mandou desarmar aos clérigos que carregavam armas publicamente. O bispo de Valência, Hugo de Llupià (íntimo amigo de Eiximenis, quem lhe tinha dedicado o seu Pastoral), exigiu que os clérigos foram julgados pelo foro eclesiástico e pediu que lhe entregassem as armas retiradas a estes clérigos. Também houve outra questão entre o mestre da Ordem de Montesa e o rei de Aragão. Para resolver todos estes conflitos, se recorreu à arbitragem de dezesseis pessoas importantes do reino, a maioria juristas, mas também alguns eclesiásticos, como Eiximenis. A parte deste ditame de arbitragem correspondente a Eiximenis (que deve ser anterior a 1409, ano da sua morte), é o que se conhece por Alegações.

## Conteúdo
Este escrito é chave para conhecer as ideias teocráticas de Eiximenis. A argumentação que da aqui ele repete com frequência noutras partes da sua obra, onde justifica a teocracia papal, como nos capítulos 75-81 e 234 do Primeiro Livro do Crestià, ou a quarta parte (capítulos 396-466) do Duodécimo Livro do Crestià. Entre os argumentos e autores que cita, pode-se destacar os seguintes:
- A bula Unam Sanctam (Uma Santa) do papa Bonifácio VIII.
- De consideratione (Sobre a consideração) de Bernardo de Claraval.
- De sacramentis (Sobre os sacramentos) de Hugo de São Vitor.
- Liber de personis ecclesiasticis (Livro das pessoas eclesiásticas) de Isidoro de Sevilha.
- A Doação de Constantino.
- O canonista Henrique de Susa (mais conhecido como o cardeal Hostiense, ou simplesmente o Hostiense) em diversas obras.

Ao final, para corroborar a sua argumentação, conta como todos aqueles monarcas que têm atacado e perseguido á Igreja, têm acabado mal, como dando a entender que Deus lhes tem castigado. E poe ao final um monarca ao qual ele lhe tem especial animadversão em toda a sua obra, Frederico II de Hohenstaufen. Não obstante, o tratamento que faz deste monarca é sempre muito delicado, pois os reis da Coroa de Aragão eram os seus descendentes depois do casamento de Constança da Sicília, neta sua, com Pedro, o Grande.

## Edições digitais
- Obras completas em linha de Francesc Eiximenis (em catalão e em latim).